# Chasses présidentielles

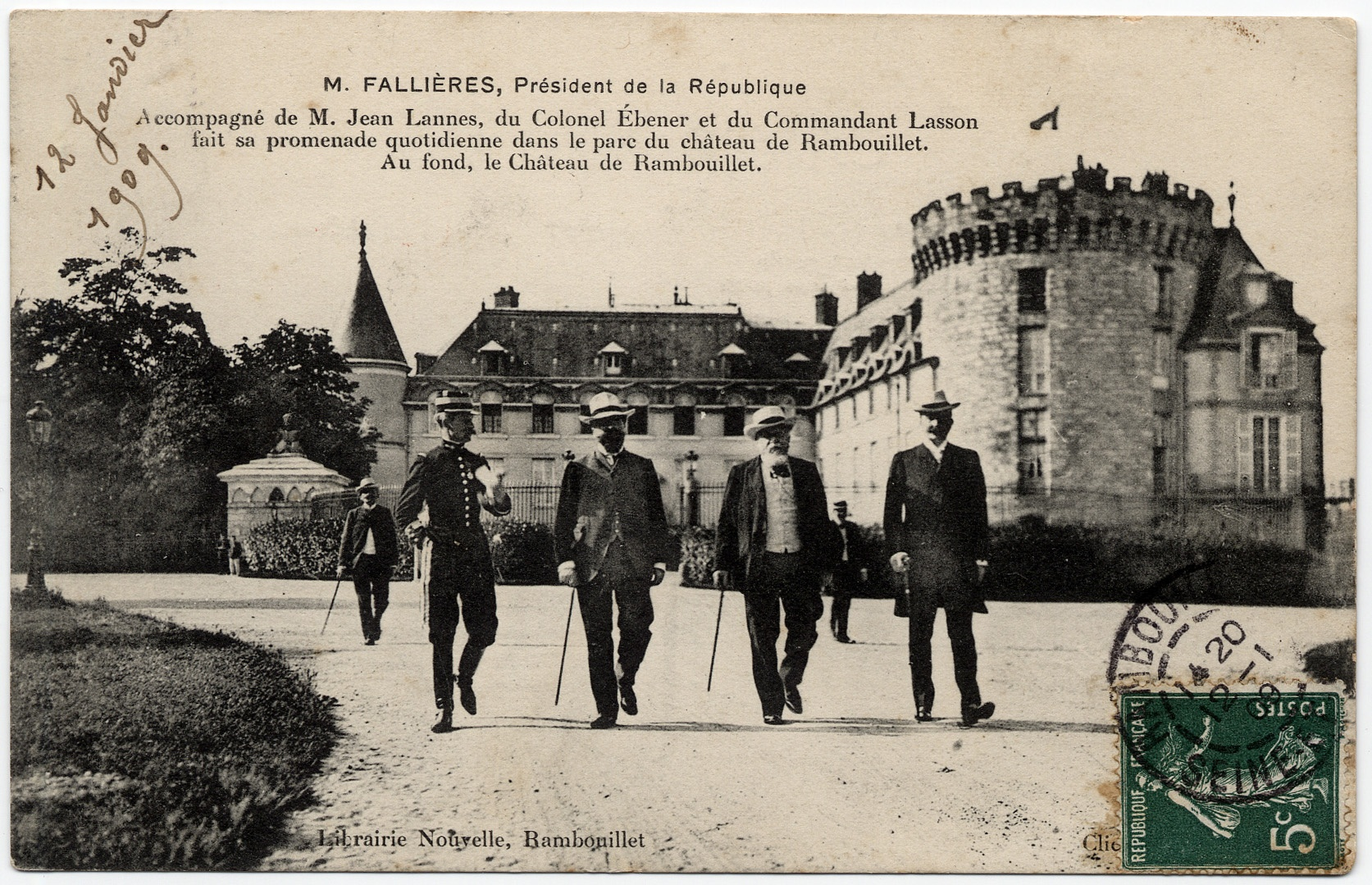
Le président Armand Fallières à Rambouillet en 1909.

Les chasses présidentielles sont, en France, des chasses organisées pour le président de la République et ses invités. Institution républicaine héritée de l'Ancien Régime, elles apparaissent sous la Deuxième République et se poursuivent sous tous les régimes présidentialistes.
Organisées d'abord au domaine présidentiel de Marly, puis à partir de 1880 au domaine présidentiel de Rambouillet, et à partir de 1965 au domaine de l'État de Chambord, elles permettent au président de convier des membres du gouvernement, ainsi que des personnalités étrangères : diplomates, ambassadeurs, présidents, princes.  

## Histoire

### Deuxième République
Les chasses présidentielles sont initiées sous la IIe République, en 1848.

### Quatrième République
Sous la IVe République, les présidents Vincent Auriol et René Coty chassent et invitent à Rambouillet et à Marly.

### Cinquième République

#### Présidence de Charles de Gaulle

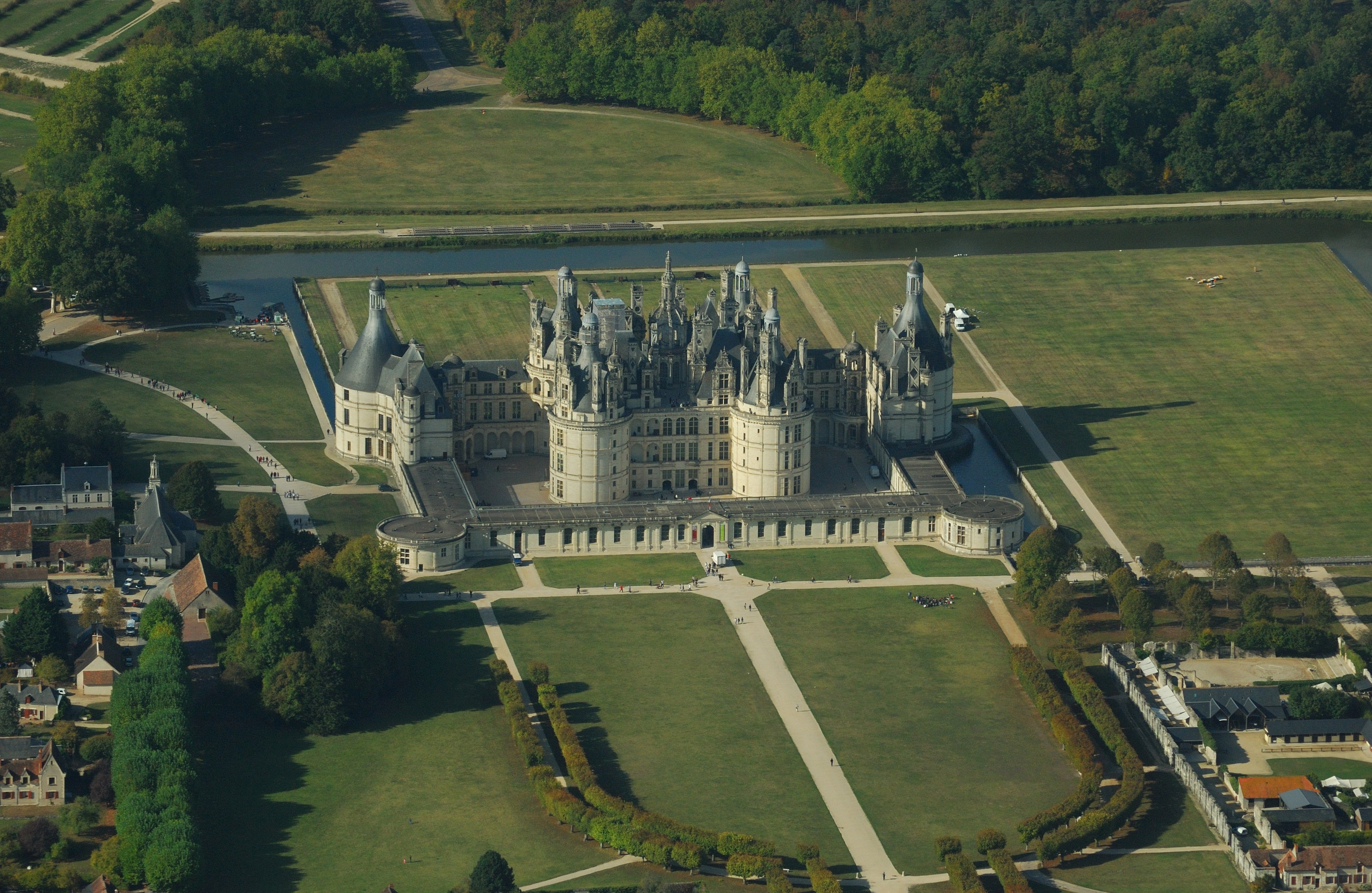
À partir du général de Gaulle, président de 1959 à 1969, quelques chasses présidentielles sont organisées au domaine de Chambord. Il s'agit de chasses au grand gibier : sangliers et cerfs élaphes.

La tradition est maintenue sous la Ve République par Charles de Gaulle. Ce dernier fait organiser la première chasse présidentielle en 1965 au domaine de Chambord, qui n'est pas un domaine présidentiel mais un domaine de l'État depuis 1930.
Charles de Gaulle assistait à la première chasse de la saison.

#### Présidence de Georges Pompidou
À partir du président Georges Pompidou, les chasses présidentielles à Chambord sont plus régulières. Pompidou nomme à la tête des chasses ses conseillers Pierre Juillet et Marie-France Garaud. Ils comprennent l'importance que peuvent avoir les chasses à Chambord en termes de soft power et réorganisent les chasses. 
Elles font la renommée de ce domaine par rapport à ceux utilisés précédemment. Le président participe en personne à quatre des huit chasses présidentielles, qui se déroulent toujours le dimanche.

#### Présidence de Valéry Giscard d'Estaing
Le président Valéry Giscard d'Estaing, aimant chasser, s'implique dans l'organisation de ces journées. Il chasse parfois lui-même, de nuit, accompagné d'un officier de sécurité.
Amaury d'Harcourt eut la charge des chasses présidentielles à Chambord pendant le septennat de Valéry Giscard d'Estaing (1974–1981).

#### Présidence de François Mitterrand
François Mitterrand, détestant la chasse, songe à supprimer ces chasses. Il est conseillé par Alain Bombard, secrétaire d'État auprès du ministre de l'Environnement, qui s'oppose aux chasses. Conscient de l'importance de ces chasses dans les rencontres informelles entre chefs d'État ou hommes d'affaires, il les maintint discrètement. Les journalistes en sont désormais exclus. Le président ne se rend à Chambord qu'une fois, en octobre 1987, pour un sommet franco-allemand avec Helmut Kohl. Il s'agissait de la première visite d'un chef de gouvernement allemand depuis celle de Charles Quint en 1539.
Il confie la responsabilité des chasses à son ami et collaborateur François de Grossouvre, un des plus actifs de l'époque. Il crée le comité des chasses présidentielles en 1981. À Rambouillet et à Marly, il s'agissait de chasses au petit gibier, à Chambord de battues aux sangliers. Ainsi chaque année étaient organisées une quinzaine de journées de chasse offertes au nom du président de la République à ses invités.
Traditionnellement, une journée était réservée aux parlementaires, une au corps diplomatique (ambassadeurs étrangers en poste à Paris). D'autres étaient plus mélangées, afin de faire se côtoyer des industriels, des élus ou des hauts fonctionnaires. Quelquefois dans l'année, des chasses étaient également organisées en l'honneur de chefs d'État étrangers et le service du protocole de l'Élysée était sollicité pour connaître les passionnés de chasse parmi les nouveaux dirigeants.
Ces séances, outre le fait pour les convives de partager leur passion, étaient aussi l'occasion de rencontres informelles entre « grands de ce monde », lors du dîner clôturant traditionnellement la partie de chasse. Ces quelques journées de chasse étaient non seulement l'occasion d'échanges informels entre hauts responsables ou hommes politiques, elles sont aussi l'occasion de mettre en valeur le patrimoine cynégétique français.

#### Présidence de Jacques Chirac
En 1995, Jacques Chirac, sur les conseils de sa fille Claude et de son conseiller Nicolas Hulot, supprima celles de Marly et de Rambouillet,. Le comité créé par François Mitterrand est supprimé dès son arrivée au pouvoir.
Bertrand Landrieu, directeur du cabinet du président lors de son premier mandat (1995–2002), obtint le maintien des chasses présidentielles à Chambord.

#### Présidence de Nicolas Sarkozy
Malgré l'abandon du domaine pour les chasses présidentielles, le 14 décembre 2007, une chasse est organisée à Rambouillet pour Mouammar Kadhafi, chef de l'État libyen, en visite à Paris,.
Le 16 décembre 2009, Nicolas Sarkozy aurait chargé son conseiller Pierre Charon, en sa qualité de président du conseil d'administration du domaine de Chambord, de l'organisation des chasses présidentielles à Chambord,,. Pierre Charon dément formellement.
Dans une lettre datée du 28 juin 2010, le président de la République Nicolas Sarkozy fait savoir à son Premier ministre, François Fillon, qu'il a « décidé de mettre un terme aux chasses présidentielles, qui seront remplacées par de simples battues de régulation, nécessaires aux équilibres naturels, et qui seront confiées à la gestion du ministre de l'Agriculture ». Le Canard enchaîné fait remarquer que, sur les quatorze chasses organisées par an, seules quatre sont présidentielles et que leur coût global est de 12 000 euros, les dix autres étant des « battues administratives ».

#### Présidence de François Hollande
François Hollande ne chasse pas et participe à la normalisation des battues de régulations. Les battues de régulation ne sont plus que rarement des chasses maquillées comme c'était le cas sous Nicolas Sarkozy. Le palais de l’Élysée n'est plus impliqué dans les invitations ; les invités sont principalement les mécènes qui financent le domaine. 
Seules deux battues par an sur dix-sept sont dédiées à des personnalités (préfet et diplomates) en vertu de la tradition ancienne. Dans tous les autres cas (venues de personnalités politiques, grands patrons, etc.), la participation requiert le paiement d'un tarif de 120 euros, qui permet de couvrir les frais occasionnés,.

#### Présidence d'Emmanuel Macron
En 2017, le président Emmanuel Macron souhaite rouvrir les chasses présidentielles pour « les intérêts de la France », souhaitant en faire un « instrument d'attractivité. C'est quelque chose qui fascine à l'étranger, ça représente la culture française, c'est un point d'ancrage »,. Le 28 août 2018, le ministre de l'Écologie, Nicolas Hulot, démissionne après une réunion entre le président et le lobbyiste Thierry Coste, ce dernier étant favorable au retour des chasses présidentielles.